# 峯のぼる
峯のぼる（みね のぼる、1946年12月6日 - ）は、日本の俳優。長崎県出身。長崎県立長崎西高等学校卒業。身長：165cm、体重：55kg、血液型：O型。特技：料理・竹馬。過去に東京キッドブラザース、大沢事務所に所属していた。現在はヘリンボーン所属。 元ジャニーズ事務所所属の嶺のぼるは別人。

## 改名歴
峰のぼる（東京キッドブラザース時代）　→　峯のぼる（現在）

## 来歴
- 1968年に東京キッドブラザースを結成。最初は照明係だったが、途中から役者へシフトした。

## 主な出演作品

### ミュージカル・舞台
- 「東京キッドブラザース」各公演

### 映画
- BU・SU（1987年）
- 県庁の星（2006年、太田遥役）

### テレビドラマ
- 気まぐれ本格派 第27話「恋という奴ァままならぬ」（1978年、NTV / ユニオン映画） - 易者
- 大追跡 第13話「横浜チンピラ・ブギ」（1978年） - ゲンジ
- 大都会 PARTIII 第6話「東京・クライシス」（1978年）
- サラムム（1979年）
- 風神の門（1980年）
- 火曜サスペンス劇場「乱れからくり ねじ屋敷連続殺人事件」（1982年、NTV / 円谷プロダクション） - キツネ
- 3番テーブルの客（1997年、フジテレビ）
- ナースのお仕事2（フジテレビ）
- ナニワ金融道5
- 不機嫌なジーン
- 茂七の事件簿 ふしぎ草紙 （2001年、NHK・金曜時代劇）
- OL銭道
- 疑惑の女たち
- 任侠ヘルパー　第8話「敵対組長の襲来!!そして女の覚悟」（2009年）- 山浦夏夫
- CONTROL〜犯罪心理捜査〜 第3話「子供の心理と消えた犯人の謎」（2011年）- 立花江美里の祖父